# إمبراطورات رومانيات مقدسات

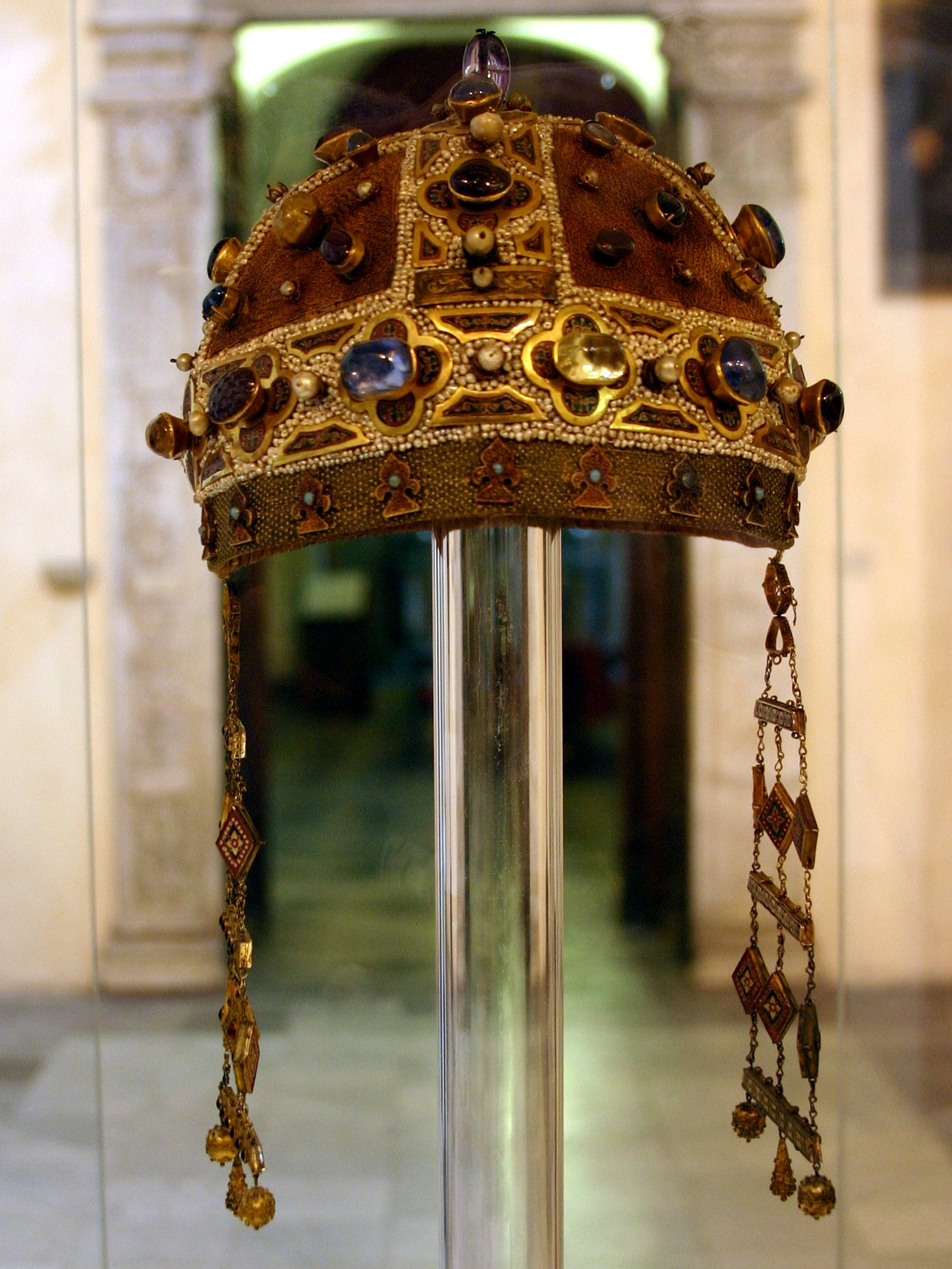
تاج كونستانس من أراغون، إمبراطورة رومانية مقدسة وملكة الرومان.

تحتوي هذه القائمة على إمبراطورات الإمبراطورية الرومانية المقدسة، منذ تأسيس الإمبراطورية في عام 800 حتى حلّها في 1806، اللاتي حملهن اللقب جميعهن من النساء، بعضهن استطعن السيطرة على الحكم أثناء فترة عهدهن بحكم الأمر الواقع أمثال ثيوفانو وماريا تيريزا.

## الأسرة الكارولنجية
| الصورة | الاسم                                                        | الوالد                                                     | الميلاد | الزواج       | أصبحت الملكة                                                    | أصبحت الإمبراطورة                                                                       | توقف عن استخدام اللقب                                                           | الوفاة             | الزوج                    |
| ------ | ------------------------------------------------------------ | ---------------------------------------------------------- | ------- | ------------ | --------------------------------------------------------------- | --------------------------------------------------------------------------------------- | ------------------------------------------------------------------------------- | ------------------ | ------------------------ |
|        | إرمينغارد الهيسباية ملكة الفرنجة، وإمبراطورة                 | إنغرام، كونت هيسباي (روبرتيون)                             | ح. 778  | 794/795      | ملكة آكيتاين 794/795 ملكة الفرنجة في 28 يناير 814               | 813 زوجها أصبح إمبراطور بالمشاركة مع والده/ 28 يناير 814 زوجها كإمبراطور وحيد           | 3 أكتوبر 818                                                                    | 3 أكتوبر 818       | لويس الأول               |
|        | جوديث البافارية ملكة الفرنجة، وإمبراطورة                     | فلف، كونت آلتدورف (فلف)                                    | 805     | 819          | 819                                                             | 819                                                                                     | 20 يونيو 840 وفاة الزوج                                                         | 19/23 أبريل 843    | لويس الأول               |
|        | إرمينغارد التورزية ملكة إيطاليا والفرنجة الشرقية، وإمبراطورة | هيو، كونت تور (إتيشونيد)                                   | ؟       | 821          | ملكة إيطاليا في 17 أبريل 818 وملكة الفرنجة الشرقية في أغسطس 843 | 821 زوجها أصبح إمبراطور بالمشاركة مع والده/ 20 يونيو 840 زوجها كإمبراطور وحيد           | 851                                                                             | 851                | لوثير الأول              |
|        | إنغلبيرغا البارمية ملكة إيطاليا، إمبراطورة                   | أديلشيس الأول، كونت بارما (سوبونيد)                        | ؟       | 5 أكتوبر 851 | ملكة إيطاليا في 5 أكتوبر 851                                    | 5 أكتوبر 851 زوجها أصبح إمبراطور بالمشاركة مع والده/ 23 سبتمبر 855 زوجها كإمبراطور وحيد | 12 أغسطس 875 وفاة الزوج                                                         | 896-901            | لويس الثاني              |
|        | ريتشيلد البروفنسية ملكة الفرنجة الغربية، وإمبراطورة          | بيفين، كونت أردين (بوزونيد)                                | 845     | 870          | ملكة الفرنجة الغربية في 870                                     | 29 ديسمبر 875                                                                           | 5/6 أكتوبر 877 وفاة الزوج                                                       | 2 يونيو 910        | شارل الأصلع              |
|        | ريتشارديس ملكة الفرنجة، وإمبراطورة                           | إرشنغار، كونت نوردغاو (ألولفينغ)                           | ح. 840  | 862          | مختلف                                                           | 12 فبراير 881                                                                           | كـ ملكة: 11 نوفمبر 887 تنازل الزوج كـ ملك كـ إمبراطورة: 13 يناير 888 وفاة الزوج | 18 سبتمبر، 894-896 | شارل البدين              |
|        | أغلترود ملكة إيطاليا، وإمبراطورة                             | أدلكيس، أمير بينيفينتو                                     | ؟       | قبل 880      | ملكة إيطاليا في 889                                             | مايو 891                                                                                | 12 ديسمبر 894 وفاة الزوج                                                        | 27 أغسطس 923       | غي الثالث من سبوليتو     |
|        | أوتا                                                         | برينغار الأول من نيوستريا (كونرادين)                       | ؟       | 888          | 888                                                             | 22 فبراير 896                                                                           | 8 ديسمبر 899                                                                    | 30 نوفمبر 903      | أرنولف                   |
|        | آنا القسطنطينية ملكة إيطاليا وبروفنس، وإمبراطورة             | ليو السادس الحكيم (مقدونية)                                | 885     | حوالي 900    | 900 في بروفنس (بورغندي السفلى) 12 أكتوبر 900 في إيطاليا         | 22/15 فبراير 901                                                                        | 21 يوليو 905 في الإمبراطورية وإيطاليا 912 في بروفنس                             | 912                | لويس الأعمى              |
|        | بيرتيلا من سبوليتو ملكة إيطاليا، وإمبراطورة                  | سوبو الثاني، كونت بارما (سوبونيد)                          | 860     | ح. 880       | ملكة إيطاليا في 26 ديسمبر 887 رجوع الزوج                        | يناير 915                                                                               | قبل ديسمبر 915                                                                  | قبل ديسمبر 915     | برنغار الأول ملك إيطاليا |
|        | آنا البروفنسية ملكة إيطاليا، وإمبراطورة                      | لويس الأعمى، إمبراطور، و ملك بروفنس وملك إيطاليا (بوزونيد) | -       | ديسمبر 915   | ديسمبر 915                                                      | 7 أبريل 924 وفاة الزوج                                                                  | بعد مايو 930                                                                    |                    | برنغار الأول ملك إيطاليا |
| الصورة | الاسم                                                        | الأسرة                                                     | الميلاد | الزواج       | أصبحت الملكة                                                    | أصبحت إمبراطورة                                                                         | توقف عن استخدام اللقب                                                           | الوفاة             | الزوج                    |

## سلالة أوتونية
| الصورة | الاسم                  | الوالد                          | الميلاد | الزواج       | أصبحت ملكة    | أصبحت إمبراطورة                                                                                             | توقف عن استخدام اللقب   | الوفاة        | الزوج          |
| ------ | ---------------------- | ------------------------------- | ------- | ------------ | ------------- | --- | ----------------------- | ------------- | -------------- |
|        | أديلايد الإيطالية      | رودولف الثاني ملك بورغندي (فلف) | 931     | 951          | 951           | 2 فبراير 962 (توجت في هذا التاريخ) أصبحت الوصية في وقت لاحق على حفيدها أوتو الثالث حتى وفاته.               | 7 مايو 973              | 16 ديسمبر 999 | أوتو الأول     |
|        | ثيوفانو البيزنطية      | قسطنطين سكليروس                 | 960     | 14 أبريل 972 | 14 أبريل 972  | 14 أبريل 972 أصبح زوجها إمبراطور بالمناصفة مع والده/ 7 مايو 973 زوجها كإمبراطور الأوحد توجت في 14 أبريل 972 | 7 ديسمبر 983 وفاة الزوج | 15 يونيو 991  | أوتو الثاني    |
|        | كونيغوند اللوكسمبورغية | سيغفريد، كونت لوكسمبورغ         | ح. 975  | 999          | 17 يونيو 1002 | 26 أبريل 1014                                                                                               | 13 يوليو 1024           | 3 مارس 1033   | هاينريش الثاني |
| الصورة | الاسم                  | الأسرة                          | الميلاد | الزواج       | أصبحت ملكة    | أصبحت إمبراطورة                                                                                             | توقف عن استخدم اللقب    | الوفاة        | الزوج          |

## أسرة ساليان
| الصورة | الاسم              | الوالد                                   | الميلاد        | الزواج         | أصبحت ملكة     | أصبحت إمبراطورة | توقف عن استخدام اللقب      | الوفاة         | الزوج          |
| ------ | ------------------ | ---------------------------------------- | -------------- | -------------- | -------------- | --------------- | -------------------------- | -------------- | -------------- |
|        | جيزيلا الشوابية    | هيرمان الثاني، دوق شوابيا (كونرادين)     | 11 نوفمبر 995  | 1016           | 8 سبتمبر 1024  | 26 مارس 1027    | 4 يونيو 1039 وفاة الزوج    | 14 فبراير 1043 | كونراد الثاني  |
|        | أغنيس الأقطانية    | غيوم الخامس، دوق آكيتاين (بواتييه)       | 1025           | 21 نوفمبر 1043 | 21 نوفمبر 1043 | 25 ديسمبر 1046  | 5 أكتوبر 1056              | 14 ديسمبر 1077 | هاينريش الثالث |
|        | بيرتا السافوية     | أوتو، كونت سافوي (سافوي)                 | 21 سبتمبر 1051 | 13 يوليو 1066  | 13 يوليو 1066  | 21 مارس 1084    | 27 ديسمبر 1087             | 27 ديسمبر 1087 | هاينريش الرابع |
|        | يوبركسيا الكييفية  | فسيفولود الأول، أمير كييف المعظم (روريك) | 1071           | 14 أغسطس 1089  | 14 أغسطس 1089  | 14 أغسطس 1089   | 31 ديسمبر 1105 تنازل الزوج | 20 يوليو 1109  | هاينريش الرابع |
|        | ماتيلدا الإنجليزية | هنري الأول ملك إنجلترا (نورماندي)        | 7 فبراير 1101  | 7 يناير 1114   | 7 يناير 1114   | 7 يناير 1114    | 23 مايو 1125               | 10 سبتمبر 1167 | هاينريش الخامس |
| الصورة | الاسم              | الوالد                                   | الميلاد        | الزواج         | أصبحت ملكة     | أصبحت إمبراطورة | توقف عن استخدام اللقب      | الوفاة         | الزوج          |

## أسرة سوبلينبرغ
| الصورة | الاسم              | الوالد                         | الميلاد    | الزواج  | أصبحت ملكة    | أصبحت إمبراطورة | توقف عن استخدام اللقب | الوفاة        | الزوج        |
| ------ | ------------------ | ------------------------------ | ---------- | ------- | ------------- | --------------- | --------------------- | ------------- | ------------ |
|        | ريشنزا من نورتهايم | هاينريش البدين، مارغريف فريسيا | ح. 1087/89 | ح. 1100 | 30 أغسطس 1125 | 4 يونيو 1133    | 4 ديسمبر 1137         | 10 يونيو 1141 | لوثير الثالث |
| الصورة | الاسم              | الوالد                         | الميلاد    | الزواج  | أصبحت ملكة    | أصبحت إمبراطورة | توقف عن استخدام اللقب | الوفاة        | الزوج        |

## أسرة هوهنشتاوفن
| الصورة | الاسم                           | الوالد                         | الميلاد | الزواج        | أصبحت ملكة    | أصبحت إمبراطورة | توقف عن استخدام اللقب | الوفاة         | الزوج                |
| ------ | ------------------------------- | ------------------------------ | ------- | ------------- | ------------- | --------------- | --------------------- | -------------- | -------------------- |
|        | بياتريس الأولى، كونتيسة بورغندي | رينو الثالث، كونت بورغندي      | 1143    | 9 يونيو 1156  | 9 يونيو 1156  | 9 يونيو 1156    | 15 نوفمبر 1184        | 15 نوفمبر 1184 | فريدرش الأول بربروسا |
|        | كونستانس ملكة صقلية             | روجر الثاني ملك صقلية (هوتفيل) | 1154    | 27 يناير 1186 | 27 يناير 1186 | 14 أبريل 1191   | 28 سبتمبر 1197        | 27 نوفمبر 1198 | هاينريش السادس       |
| الصورة | الاسم                           | الوالد                         | الميلاد | الزواج        | أصبحت ملكة    | أصبحت إمبراطورة | توقف عن استخدام اللقب | الوفاة         | الزوج                |

## أسرة فلف
| الصورة | الاسم              | الوالد                          | الميلاد | الزواج           | أصبحت ملكة       | أصبحت إمبراطورة  | توقف عن استخدام اللقب    | الوفاة    | الزوج       |
| ------ | ------------------ | ------------------------------- | ------- | ---------------- | ---------------- | ---------------- | ------------------------ | --------- | ----------- |
|        | بياتريس هوهنشتاوفن | فيليب، ملك ألمانيا (هوهنشتاوفن) | 1198    | 1209 أو 1212     | 1209 أو 1212     | 1209 أو 1212     | 1212                     | 1212      | أوتو الرابع |
|        | ماري البرابانتية   | هنري الأول، دوق برابانت         | ح. 1190 | بعد 19 مايو 1214 | بعد 19 مايو 1214 | بعد 19 مايو 1214 | 5 يوليو 1215 تنازل الزوج | مايو 1260 | أوتو الرابع |
| الصورة | الاسم              | الوالد                          | الميلاد | الزواج           | أصبحت ملكة       | أصبحت إمبراطورة  | توقف عن استخدام اللقب    | الوفاة    | الزوج       |

## أسرة هوهنشتاوفن
| الصورة | الاسم                            | الوالد                      | الميلاد | الزواج           | أصبحت ملكة                                                    | أصبحت إمبراطورة  | توقف عن استخدام اللقب                                               | الوفاة        | الزوج         |
| ------ | -------------------------------- | --------------------------- | ------- | ---------------- | ------------------------------------------------------------- | ---------------- | ------------------------------------------------------------------- | ------------- | ------------- |
|        | كونستانس الأراغونية              | ألفونسو الثاني ملك أراغون   | 1179    | 5 أغسطس 1209     | 1211-1212 زوجها كـ ملك "منافس"/ 5 يوليو 1215 زوجها ملك الأوحد | 22 نوفمبر 1220   | 23 أبريل 1220 توقف عن استخدام اللقب الملكة: مع انتخاب أبنها كـ ملك  | 23 يونيو 1222 | فريدرش الثاني |
|        | إيزابيلا الثانية ملكة بيت المقدس | جان دي بريين ملك بيت المقدس | 1212    | 9 نوفمبر 1225    | لم تصبح ملكة ألمانيا                                          | 9 نوفمبر 1225    | 25 أبريل 1228                                                       | 25 أبريل 1228 | فريدرش الثاني |
|        | إيزابيلا الإنجليزية              | جون ملك إنجلترا             | 1214    | 15/20 يوليو 1235 | 15/20 يوليو 1235                                              | 15/20 يوليو 1235 | مايو 1237 توقف عن استخدام اللقب الملكة: ومع انتخاب أبن زوجها كـ ملك | 1 ديسمبر 1241 | فريدرش الثاني |
| الصورة | الاسم                            | الوالد                      | الميلاد | الزواج           | أصبحت ملكة                                                    | أصبحت إمبراطورة  | توقف عن استخدام اللقب                                               | الوفاة        | الزوج         |

## أسرة فيتلسباخ
| الصورة | الاسم                           | الوالد                              | الميلاد | الزواج         | أصبحت ملكة     | أصبحت إمبراطورة | توقف عن استخدام اللقب | الوفاة        | الزوج         |
| ------ | ------------------------------- | ----------------------------------- | ------- | -------------- | -------------- | --------------- | --------------------- | ------------- | ------------- |
|        | مارغريت الثانية، كونتيسة هولندا | فيليم من أفيسنيس، كونت هينو وهولندا | 1311    | 26 فبراير 1324 | 26 فبراير 1324 | يناير 1328      | 11 أكتوبر 1347        | 23 يونيو 1356 | لودفيغ الرابع |
| الصورة | الاسم                           | الوالد                              | الميلاد | الزواج         | أصبحت ملكة     | أصبحت إمبراطورة | توقف عن استخدام اللقب | الوفاة        | الزوج         |

## أسرة لوكسمبورغ
| الصورة | الاسم                | الوالد                        | الميلاد       | الزواج       | أصبحت ملكة                 | أصبحت إمبراطورة            | توقف عن استخدام اللقب     | الوفاة         | الزوج       |
| ------ | -------------------- | ----------------------------- | ------------- | ------------ | -------------------------- | -------------------------- | ------------------------- | -------------- | ----------- |
|        | آنا من شفيدنيكا      | هنري الثاني، دوق شفيدنيكا     | ح. 1339       | 27 مايو 1353 | 27 مايو 1353               | 5 أبريل 1355 توجت مع زوجها | 11 يوليو 1362             | 11 يوليو 1362  | كارل الرابع |
|        | إليزابيث البوميرانية | بوغزلاف الخامس، دوق بوميرانيا | 1347          | 21 مايو 1363 | 21 مايو 1363               | 1 نوفمبر 1368 توجت         | 29 نوفمبر 1378 وفاة الزوج | 14 فبراير 1393 | كارل الرابع |
|        | باربرا دي تسليه      | هيرمان الثاني، كونت سيلي      | 1390 إلى 1395 | 1408         | 21 يوليو 1411 انتخاب الزوج | 31 مايو 1433 تتويج الزوج   | 9 ديسمبر 1437 وفاة الزوج  | 11 يوليو 1451  | سيغيسموند   |
| الصورة | الاسم                | الوالد                        | الميلاد       | الزواج       | أصبحت ملكة                 | أصبحت إمبراطورة            | توقف عن استخدام اللقب     | الوفاة         | الزوج       |

## أسرة هابسبورغ
| الصورة | الاسم                                    | الوالد                                        | الميلاد                     | الزواج         | أصبحت الملكة                | أصبحت إمبراطورة                            | توقف عن استخدام           | اللقب          | الزوج             |
| ------ | ---------------------------------------- | --------------------------------------------- | --------------------------- | -------------- | --------------------------- | ------------------------------------------ | ------------------------- | -------------- | ----------------- |
|        | ليونور البرتغالية                        | دوارتي ملك البرتغال (أفيس)                    | 18 سبتمبر 1434              | 16 مارس 1452   | 16 مارس 1452                | 19 مارس 1452 تتويج الزوج                   | 3 سبتمبر 1467             | 3 سبتمبر 1467  | فريدرش الثالث     |
|        | بيانكا ماريا دو ميلانو                   | غالياتسو ماريا، دوق ميلانو (سفورزا)           | 5 أبريل 1472                | 16 مارس 1494   | 16 مارس 1494                | 4 فبراير 1508 إعلان الزوج "إمبراطور-منتخب" | 31 ديسمبر 1510            | 31 ديسمبر 1510 | ماكسيمليان الأول  |
|        | إيزابيلا البرتغالية                      | مانويل الأول ملك البرتغال (أفيس)              | 23 أكتوبر 1503              | 10 مارس 1526   | 10 مارس 1526                | 24 فبراير 1530 تتويج الزوج                 | 1 مايو 1539               | 1 مايو 1539    | كارل الخامس       |
|        | ماريا النمساوية                          | الإمبراطور كارل الخامس (هابسبورغ)             | 21 يونيو 1528               | 13 سبتمبر 1548 | نوفمبر 1562 انتخاب الزوج    | 25 يوليو 1564 صعود الزوج                   | 12 أكتوبر 1576 وفاة الزوج | 26 فبراير 1603 | ماكسيمليان الثاني |
|        | آنا التيرولية                            | فرديناند الثاني، أرشيدوق النمسا (هابسبورغ)    | 4 أكتوبر 1585               | 4 ديسمبر 1611  | 13 يونيو 1612 انتخاب الزوج  | 13 يونيو 1612 انتخاب الزوج                 | 14 ديسمبر 1618            | 14 ديسمبر 1618 | ماثياس            |
|        | إليونور غونزاغا                          | فينشينسو الأول، دوق مانتوفا (غونزاغا)         | 23 سبتمبر (23 فبراير؟) 1598 | 4 فبراير 1622  | 4 فبراير 1622               | 4 فبراير 1622                              | 15 فبراير 1637 وفاة الزوج | 27 يونيو 1655  | فرديناند الثاني   |
|        | ماريا آنا الإسبانية                      | فيليب الثالث ملك إسبانيا (هابسبورغ)           | 18 أغسطس 1606               | 20 فبراير 1631 | 22 ديسمبر 1636 انتخاب الزوج | 15 فبراير 1637 صعود الزوج                  | 13 مايو 1646              | 13 مايو 1646   | فرديناند الثالث   |
|        | ماريا ليوبولدين النمساوية                | ليوبولد الخامس، أرشيدوق النمسا (هابسبورغ)     | 6 أبريل 1632                | 2 يوليو 1648   | 2 يوليو 1648                | 2 يوليو 1648                               | 7 أغسطس 1649              | 7 أغسطس 1649   | فرديناند الثالث   |
|        | إليونورا المانتوفية                      | كارلو الثاني، دوق مانتوفا (غونزاغا)           | 18 نوفمبر 1630              | 30 أبريل 1651  | 30 أبريل 1651               | 30 أبريل 1651                              | 2 أبريل 1657 وفاة الزوج   | 6 ديسمبر 1686  | فرديناند الثالث   |
|        | مارغريت تيريزا الإسبانية                 | فيليب الرابع ملك إسبانيا (هابسبورغ)           | 12 يوليو 1651               | 12 ديسمبر 1666 | 12 ديسمبر 1666              | 12 ديسمبر 1666                             | 12 مارس 1673              | 12 مارس 1673   | ليوبولد الأول     |
|        | كلادويا فليتسيتاس النمساوية              | فرديناند كارل، أرشيدوق النمسا (هابسبورغ)      | 30 مايو 1653                | 15 أكتوبر 1673 | 15 أكتوبر 1673              | 15 أكتوبر 1673                             | 8 أبريل 1676              | 8 أبريل 1676   | ليوبولد الأول     |
|        | إليونور-ماغدالين من نيوبورغ              | فيليب فيلهلم، ناخب بالاتينات (فيتلسباخ)       | 6 يناير 1655                | 14 ديسمبر 1676 | 14 ديسمبر 1676              | 14 ديسمبر 1676                             | 5 مايو 1705 وفاة الزوج    | 19 يناير 1720  | ليوبولد الأول     |
|        | فيلهيلمين أمالي من براونشفايغ-لونيبورغ   | يوهان فريدرش، دوق كالينبورغ (فلف)             | 21 أبريل 1673               | 24 فبراير 1699 | 24 فبراير 1699              | 5 مايو 1705 صعود الزوج                     | 17 أبريل 1711 وفاة الزوج  | 10 أبريل 1742  | يوزف الأول        |
|        | إليزابيث كريستين من براونشفايغ-فولفنبوتل | لودفيغ رودولف، دوق براونشفايغ-فولفنبوتل (فلف) | 28 أغسطس (28 سبتمبر؟) 1691  | 1 أغسطس 1708   | ديسمبر 1711 انتخاب الزوج    | ديسمبر 1711 انتخاب الزوج                   | 20 أكتوبر 1740 وفاة الزوج | 21 ديسمبر 1750 | كارل السادس       |
| الصورة | الاسم                                    | الأسرة                                        | الميلاد                     | الزواج         | أصبحت الملكة                | أصبحت إمبراطورة                            | توقف عن استخدام           | اللقب          | الزوج             |

## أسرة فيتلسباخ
| الصورة | الاسم                  | الوالد                           | الميلاد        | الزواج        | أصبحت الملكة               | أصبحت إمبراطورة            | توقف عن استخدام اللقب    | الوفاة         | الزوج       |
| ------ | ---------------------- | -------------------------------- | -------------- | ------------- | -------------------------- | -------------------------- | ------------------------ | -------------- | ----------- |
|        | ماريا أماليا النمساوية | الإمبراطور يوزف الأول (هابسبورغ) | 22 أكتوبر 1701 | 5 أكتوبر 1722 | 24 يناير 1742 انتخاب الزوج | 24 يناير 1742 انتخاب الزوج | 20 يناير 1745 وفاة الزوج | 11 ديسمبر 1756 | كارل السابع |
| الصورة | الاسم                  | الأسرة                           | الميلاد        | الزواج        | أصبحت الملكة               | أصبحت إمبراطورة            | توقف عن استخدام          | اللقب          | الزوج       |

## أسرة هابسبورغ-لورين
| الصورة | الاسم                         | الوالد                                     | الميلاد        | الزواج         | أصبحت الملكة                | أصبحت إمبراطورة             | توقف عن استخدام              | اللقب          | الزوج          |
| ------ | ----------------------------- | ------------------------------------------ | -------------- | -------------- | --------------------------- | --------------------------- | ---------------------------- | -------------- | -------------- |
|        | ماريا تيريزا النمساوية        | الإمبراطور كارل السادس (هابسبورغ)          | 13 مايو 1717   | 12 فبراير 1736 | 13 سبتمبر 1745 انتخاب الزوج | 13 سبتمبر 1745 انتخاب الزوج | 18 أغسطس 1765 وفاة الزوج     | 29 نوفمبر 1780 | فرانتس الأول   |
|        | ماريا يوزفا البافارية         | الإمبراطور كارل السابع (فيتلسباخ)          | 30 مارس 1739   | 23 يناير 1765  | 23 يناير 1765               | 18 أغسطس 1765 صعود الزوج    | 28 مايو 1767                 | 28 مايو 1767   | يوزف الثاني    |
|        | ماريا لويزا الإسبانية         | كارلوس الثالث ملك إسبانيا (بوربون)         | 24 نوفمبر 1745 | 5 أغسطس 1765   | 30 سبتمبر 1790 انتخاب الزوج | 30 سبتمبر 1790 انتخاب الزوج | 1 مارس 1792 وفاة الزوج       | 15 مايو 1792   | ليوبولد الثاني |
|        | ماريا تيريزا من نابولي وصقلية | فرديناندو الأول ملك نابولي وصقلية (بوربون) | 6 يونيو 1772   | 15 أغسطس 1790  | 5 يوليو 1792 انتخاب الزوج   | 5 يوليو 1792 انتخاب الزوج   | 6 أغسطس 1806 حل الإمبراطورية | 13 أبريل 1807  | فرانتس الثاني  |
| الصورة | الاسم                         | الأسرة                                     | الميلاد        | الزواج         | أصبحت الملكة                | أصبحت إمبراطورة             | توقف عن استخدام              | اللقب          | الزوج          |